# Li Xiting
Li Xiting (李西廷S; Suzhou, 1951) è un imprenditore cinese che nel 2018 ha preso la cittadinanza di Singapore, miliardario, presidente e co-CEO di Mindray, il più grande produttore cinese di apparecchiature mediche.
Secondo Forbes, il suo patrimonio nel novembre 2022 è di 16,3 miliardi di dollari, rendendolo l'uomo più ricco di Singapore.

## Biografia
Li è nato in un villaggio rurale con il cognome della sua famiglia nella contea di Dangshan a Suzhou, Anhui, Cina nel 1951. Si è laureato in fisica presso l'Università di Scienza e Tecnologia della Cina.
Tra il 1976 e il 1987, Li ha lavorato come ricercatore assistendo studiosi presso istituti a Wuhan, Hubei e in Francia, dove è stato visiting scholar presso l'Università Paris-Sud nei primi anni '80.
Il primo tentativo di imprenditorialità di Li è stato presso la Shenzhen Anke High-tech Company a Shenzhen, Guangdong, un'impresa parzialmente di proprietà statale fondata dall'Accademia cinese delle scienze (CAS) negli anni '80. L'azienda sarebbe diventata il primo vero sviluppatore di dispositivi medici in Cina e ha lanciato il primo scanner per risonanza magnetica (MRI) della nazione nel 1989.